# Antony Alda
Antony Alda (* 9. Dezember 1956 in Saint-Julien, Frankreich, als Antonio Joseph D’Abruzzo; † 3. Juli 2009 in Los Angeles, Kalifornien, Vereinigte Staaten) war ein US-amerikanischer Schauspieler.

## Leben
Er war Sohn der Schauspieler Robert Alda und Flora Martino. Sein Halbbruder ist Alan Alda. Antony Alda schloss seine Schulausbildung an der Notre Dame International in Rom ab und studierte Musikkomposition an der Juilliard School in New York City. Von 1975 bis 1977 war er mit Leslie Clark sowie von 1981 bis 1992 mit Lori Carrell verheiratet.

## Filmographie (Auswahl)
- 1968: Drei Münzen im Brunnen (Three Coins in the Fountain)
- 1968: Daniel Boone
- 1968: Disney Land (Walt Disney’s Wonderful World of Color)
- 1976: Die Zwei mit dem Drehbuch
- 1978: Fluchtpunkt Las Vegas (Nowhere to Run)
- 1978: Fame
- 1978: Columbo: Mord à la Carte (Murder Under Glass)
- 1980: Melvin und Howard (Melvin and Howard)
- 1980: M*A*S*H
- 1981: Bungle Abbey
- 1981: Homeroom
- 1981: CHiPs
- 1983: Quincy (Quincy, M. E.)
- 1985: Unter der Sonne Kaliforniens (Knots Landing)
- 1986: Throb
- 1986: Too Close for Comfort
- 1986: Smart Alec
- 1986: Sweet Liberty
- 1987: Hunter
- 1987: Hot Child in the City
- 1988: Homeboy
- 1990–1991: Zeit der Sehnsucht (Days of Our Lives)
- 1991: Trabbi goes to Hollywood (Driving Me Crazy)
- 1993: Killing Device
- 1993: Renegade – Gnadenlose Jagd (Renegade)
- 2002: Role of a Lifetime (auch Regie und Drehbuch)
- 2004: Das Vermächtnis der Tempelritter (National Treasure)